# Liji (sockenhuvudort i Kina, Jiangsu Sheng, lat 34,11, long 119,25)
Liji är en sockenhuvudort i Kina. Den ligger i provinsen Jiangsu, i den östra delen av landet, omkring 230 kilometer norr om provinshuvudstaden Nanjing. Antalet invånare är 50 532. Befolkningen består av 24 770 kvinnor och 25 762 män. Barn under 15 år utgör 23,0 %, vuxna 15-64 år 67 %, och äldre över 65 år 9,0 %.